# Blau (rzeka)
Blau – rzeka w Badenii-Wirtembergii w południowych Niemczech, lewy dopływ Dunaju, o długości 15 km. Rzeka rozpoczyna bieg od wywierzyska Blautopf w mieście Blaubeuren w Jurze Szwabskiej. Płynie w kierunku wschodnim, przepływa przez miasto Blaustein i koło miasta Ulm wpada do Dunaju. Prawym dopływem jest Ach.